# Старая мечеть (Хасково)
Старая мечеть (болг. Ески джамия, тур. Eski Camı) — мечеть в Хасково.
Согласно арабской надписи на каменной плите у входа, мечеть построена в 1395 году, что можно назвать одним из старейших мусульманских молитвенных зданий в Болгарии. Исторические источники указывают на связь мечети с Саруджа-пашой и его сыном Умур-беем, которые финансировали её строительство. В надписи над входом термин «Эль-макам» может означать, что изначально здание имело статус небольшого месджида, а позже приобрело статус полноценной мечети.
Здание имеет прямоугольную форму. Северный входной фасад отделен от улицы небольшим двориком. Молитвенный зал освещается двумя рядами окон. В центре киблы (стены, обращенной к Мекке) находится михраб (ниша), в которой начертаны цитаты из Корана. Толщина стен основного корпуса (без учета магазинов и хозяйственных построек) составляет около 1 м. В подсобном помещении, откуда можно попасть на минарет, сохранилась старая деревянная решетка. Минарет выкрашен в белый цвет, а под колокольней находится мотив из четырех рядов сталактитов. 
За свою историю мечеть пережила несколько строительных периодов. В первоначальном виде здание имело один молитвенный зал с минаретом, характерным для раннеосманской архитектуры. Позже в XVIII веке было добавлено женское помещение, закрыты некоторые окна и изменён интерьер. С XIX по XX век проводились новые реконструкции, включая добавление санитарных помещений и ограждения.
В 1968 году Старая мечеть объявлена памятником культуры. В настоящей момент является главной и единственной мечетью в Хасково. Из-за строительных и ремонтных работ на прилегающей территории сильно вкопана в землю.
С 2017 по 2019 годы проводились реставрационные работы, во время которой происходили ремонт здания, работы по дизайну интерьера с созданием новой резьбы по дереву, укрепление и усиление конструкций минарета. Все было реализовано с сохранением первоначальной конструкции исторического храма, без ущерба для его исторической ценности.